# Pehowa
Pehowa é uma cidade  no distrito de Kurukshetra, no estado indiano de Haryana.

## Geografia
Pehowa está localizada a 29° 59′ N, 76° 35′ L. Tem uma altitude média de 224 metros (734 pés).

## Demografia
Segundo o censo de 2001, Pehowa tinha uma população de 33 547 habitantes. Os indivíduos do sexo masculino constituem 53% da população e os do sexo feminino 47%. Pehowa tem uma taxa de literacia de 69%, superior à média nacional de 59,5%: a literacia no sexo masculino é de 74% e no sexo feminino é de 64%. Em Pehowa, 13% da população está abaixo dos 6 anos de idade.